# Katapur (Khalsa), Gangawati
Katapur (Khalsa) là một làng thuộc tehsil Gangawati, huyện Koppal, bang Karnataka, Ấn Độ.